# Municipio de McGregor
El municipio de McGregor (en inglés: McGregor Township) es un municipio ubicado en el condado de Aitkin en el estado estadounidense de Minnesota. En el año 2010 tenía una población de 105 habitantes y una densidad poblacional de 1,19 personas por km².

## Geografía
El municipio de McGregor se encuentra ubicado en las coordenadas 46°38′15″N 93°15′18″O / 46.63750, -93.25500. Según la Oficina del Censo de los Estados Unidos, el municipio tiene una superficie total de 88.52 km², de la cual 85,46 km² corresponden a tierra firme y (3,46 %) 3,06 km² es agua.

## Demografía
Según el censo de 2010, había 105 personas residiendo en el municipio de McGregor. La densidad de población era de 1,19 hab./km². De los 105 habitantes, el municipio de McGregor estaba compuesto por el 99,05 % blancos y el 0,95 % eran de una mezcla de razas. Del total de la población el 0 % eran hispanos o latinos de cualquier raza.